# Episodi di Roommates (seconda stagione)
La seconda stagione della webserie Roommates è stata resa disponibile sul canale ufficiale su YouTube. Il primo episodio è stato pubblicato 6 ottobre 2016 e l'ultimo il 29 dicembre 2016.
| n° | Titolo                           | YouTube          |
| -- | -------------------------------- | ---------------- |
| 1  | Five Guys and Manliness          | 6 ottobre 2016   |
| 2  | Five Guys and a Dog              | 13 ottobre 2016  |
| 3  | Five Guys and a Lie              | 20 ottobre 2016  |
| 4  | Five Guys and the Breakfast Club | 27 ottobre 2016  |
| 5  | Five Guys and a Heist            | 3 novembre 2016  |
| 6  | Five Guys and a Date             | 10 novembre 2016 |
| 7  | Five Guys and a Game Night       | 17 novembre 2016 |
| 8  | Five Guys and Thanksgiving       | 24 novembre 2016 |
| 9  | Five Guys and a Bet              | 1 dicembre 2016  |
| 10 | Five Guys and a Cabin            | 8 dicembre 2016  |
| 11 | Five Guys and a Breakup          | 15 dicembre 2016 |
| 12 | Five Guys and Christmas          | 22 dicembre 2016 |
| 13 | Five Guys and New Years          | 29 dicembre 2016 |